# 都灵电影节
都灵电影节（英語：Torino Film Festival）是一个意大利电影节，每年11月在都灵举行。也是意大利第二大电影节，仅次于威尼斯电影节。

## 历史
1982年在都灵创建，该电影节吸引了意大利和国际电影界的知名人士，帮助正在经济衰退的该市在经济和文化方面重新焕发活力。1998年改为现在的名字，2007年意大利导演南尼·莫莱蒂被任命为电影节总导演，旨在提供电影节的国际知名度。 2008年南尼·莫莱蒂离开电影节，专注于他的个人电影。意大利导演吉安尼·阿梅利奥接替他的工作。